# Vilhjálmur Þór
Vilhjálmur Þór (deutsche Transkription Vilhjalmur Thor; geboren am 1. September 1899 auf dem Hof Æsustaðir im Tal des Eyjafjörður, heute in der Gemeinde Eyjafjarðarsveit; gestorben am 12. Juli 1972 in Reykjavik) war ein isländischer Politiker. Er bekleidete mehrere politische Ämter und war von 1942 bis 1944 Minister für auswärtige Angelegenheiten und Beschäftigung des Landes.

## Biografie
Vilhjálmur Þór wurde 1899 auf dem Hof Æsustaðir im Tal des Eyjafjörður geboren. Er war der Sohn des Bauern Þórarinn Jónasson und dessen Frau Ólöf Margrét Þorsteinsdóttir. 1904 zog er mit seinen Eltern nach Akureyri und arbeitete dort ab 1912 als Kurier für die Handelsgenossenschaft (Kaupfélag) des Eyjafjörðurs (Kaupfélag Eyfirðinga, heute bekannt als KEA), danach als Verkäufer und Büroangestellter sowie ab 1923 als Geschäftsführer dieser Genossenschaft. 1924 heiratete er Rannveig Elísabet Jónsdóttir. 1939 wurde er zum isländischen Handelsgesandten in New York ernannt. Vom 1. Mai bis 1. September 1940 war er isländischer Generalkonsul in den USA. Am 1. Oktober 1940 übernahm er einen leitenden Posten bei der Bank Landsbanki.
Am 16. Dezember 1942 wurde Vilhjálmur Þór im Kabinett von Björn Þórðarson zum Minister für auswärtige Angelegenheiten und Beschäftigung ernannt und blieb dies bis zum 21. Oktober 1944. Danach arbeitete er wieder in der Bankdirektion. Von 1946 bis 1954 war er Geschäftsführer des isländischen Genossenschaftsverbands Samband íslenskra samvinnufélaga, danach Direktor der Landsbanki. 1950 wurde er Regierungsvertreter zur Vorbereitung der Errichtung einer Düngerfabrik in Island, von ihrer Gründung 1951 bis 1963 gehörte er dem Verwaltungsrat dieser Fabrik an. 1953 und 1954 nahm er als Teil der isländischen Delegation an der Generalversammlung der Vereinten Nationen teil. 1957 wurde er zum Generaldirektor der isländischen Zentralbank ernannt und blieb dies bis zum 1. November 1964, danach wurde er bis 1966 in den Gouverneursrat der Weltbank gewählt.